# ميغيل تابيا
ميغيل تابيا (بالإسبانية: Miguel Tapia)‏ هو مغني تشيلي، ولد في 9 مايو 1964.

## روابط خارجية
- ميغيل تابيا على موقع IMDb (الإنجليزية)
- ميغيل تابيا على موقع ديسكوغز (الإنجليزية)
- ميغيل تابيا على موقع قاعدة بيانات الفيلم (الإنجليزية)